# Chiaverano
Chiaverano is een gemeente in de Italiaanse provincie Turijn (regio Piëmont) en telt 2226 inwoners (31-12-2004). De oppervlakte bedraagt 12,0 km², de bevolkingsdichtheid is 186 inwoners per km².

## Demografie
Chiaverano telt ongeveer 953 huishoudens. Het aantal inwoners daalde in de periode 1991-2001 met 1,2% volgens cijfers uit de tienjaarlijkse volkstellingen van ISTAT.
| Jaar | Inwoneraantal |
| ---- | ------------- |
| 1991 | 2225          |
| 2001 | 2198          |

## Geografie
De gemeente ligt op ongeveer 329 m boven zeeniveau.
Chiaverano grenst aan de volgende gemeenten: Donato (BI), Andrate, Borgofranco d'Ivrea, Sala Biellese (BI), Torrazzo (BI), Montalto Dora, Burolo, Ivrea en Cascinette d'Ivrea.

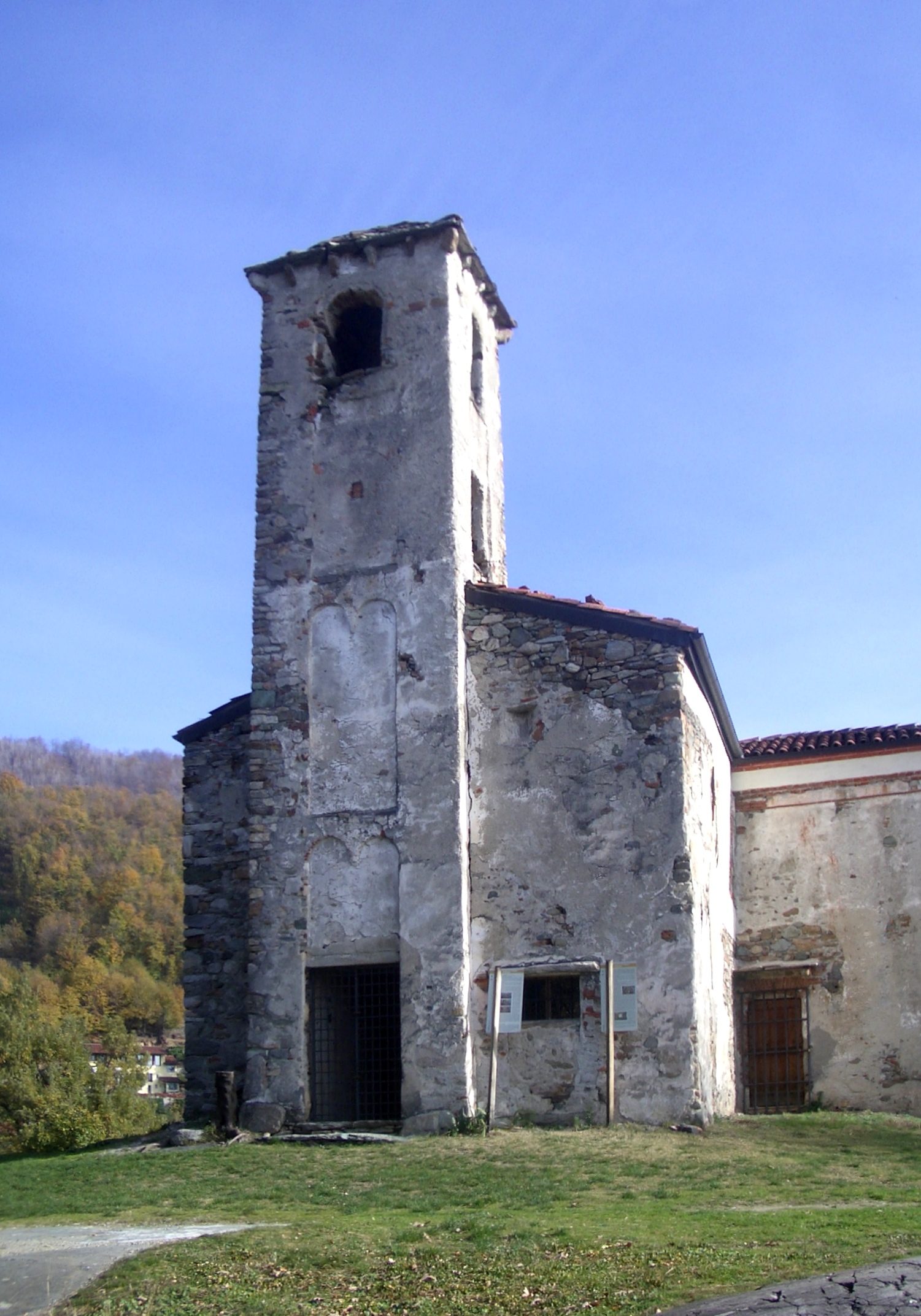
Kerk

1. ↑  https://demo.istat.it/?l=it.